# نوع تحت التحقيق
نوع تحت التحقيق (بالإنجليزية: species inquirenda)‏ هو تعبير في علم تصنيف الأحياء ويعني أن النوع المعني مازالت تحيط به شكوك تتطلب مزيدًا من التحقيق. يعود استخدام المصطلح في أدبيات علم الأحياء باللغة الإنجليزية إلى أوائل القرن التاسع عشر على الأقل.